# Chất ô nhiễm hữu cơ khó phân hủy

cis-chlordane, một loại chất ô nhiễm hữu cơ khó phân hủy.

Chất ô nhiễm hữu cơ khó phân hủy (tiếng Anh: Persistent organic pollutant, viết tắt: POP) là các hợp chất hữu cơ khó bị phân hủy bằng các quá trình hóa học, sinh học và quang phân ly. Chúng là những hóa chất độc hại có ảnh hưởng xấu đến sức khỏe con người và môi trường trên toàn thế giới. Vì chúng có thể phân tán theo gió và nước nên hầu hết các chất POP được tạo ra ở một quốc gia có thể và sẽ ảnh hưởng đến con người và động vật hoang dã ở xa nơi chúng được sử dụng và thải ra.
Ảnh hưởng của POP đối với sức khỏe con người và môi trường đã được cộng đồng quốc tế thảo luận với mục đích loại bỏ hoặc hạn chế mạnh mẽ việc sản xuất chúng tại Hội nghị Công ước Stockholm về các chất ô nhiễm hữu cơ khó phân hủy năm 2001.
Hầu hết các POP là thuốc bảo vệ thực vật hoặc thuốc trừ sâu, và một số loại là dung môi, dược phẩm và hóa chất công nghiệp. Mặc dù một số POP phát sinh tự nhiên (ví dụ như từ núi lửa), hầu hết là do con người tạo ra. "Hàng chục chất POP bẩn" được Công ước Stockholm xác định bao gồm aldrin, chlordane, dieldrin, endrin, heptachlor, HCB, mirex, toxaphene, PCB, DDT, dioxin và dibenzofurans polychlorinated.

## Hậu quả khi cố sử dụng
POP thường là các hợp chất hữu cơ được halogen hóa và do đó có khả năng hòa tan trong lipid cao. Vì lý do này, chúng sẽ tích lũy sinh học trong các mô mỡ. Các hợp chất halogen hóa cũng thể hiện tính ổn định cao, cho thấy các liên kết C-Cl không phản ứng với quá trình thủy phân và quang phân ly. Tính ổn định và ưa ẩm của các hợp chất hữu cơ thường tương quan với hàm lượng halogen của chúng, do đó các hợp chất hữu cơ đa halogen được đặc biệt quan tâm. Chúng gây ra những tác động tiêu cực đến môi trường thông qua hai quá trình, phân tán tầm xa, cho phép chúng di chuyển xa khỏi nguồn của chúng và tích lũy sinh học, làm cô đặc lại các hợp chất hóa học này đến mức nguy hiểm tiềm tàng. Các hợp chất tạo nên POP cũng được phân loại là PBT (khó phân hủy, tích lũy sinh học và độc) hoặc TOMP (chất ô nhiễm vi sinh hữu cơ độc hại).

### Phân tán tầm xa
POP chuyển sang thể khí ở nhiệt độ môi trường nhất định và bay hơi từ đất, thảm thực vật và các vùng nước vào khí quyển. Chúng khó bị phân hủy trong không khí, di chuyển một quãng đường dài trước khi được lắng đọng lại. Điều này dẫn đến việc tích tụ POP ở những khu vực cách xa nơi chúng được sử dụng hoặc phát thải, cụ thể là những môi trường nơi POP chưa từng xuất hiện như Nam Cực và vòng Bắc Cực. POP có thể tồn tại dưới dạng hơi trong khí quyển hoặc liên kết với bề mặt của các hạt rắn (sol khí). Một yếu tố quyết định cho việc vận chuyển tầm xa là một phần POP được hấp phụ bởi sol khí. Ở dạng hấp phụ, nó – trái ngược với pha khí – được bảo vệ khỏi quá trình oxy hóa quang, nghĩa là quá trình quang phân ly trực tiếp cũng như quá trình oxy hóa bởi các gốc OH hoặc ozone.
POP có độ hòa tan thấp trong nước nhưng dễ dàng bị các hạt rắn bắt giữ và hòa tan trong chất lỏng hữu cơ (dầu, chất béo và nhiên liệu lỏng). POP khó bị phân hủy trong môi trường do tính ổn định và tốc độ phân hủy thấp. Do khả năng phân tán tầm xa này, ô nhiễm môi trường POP rất lớn, ngay cả ở những khu vực mà POP chưa bao giờ được sử dụng và sẽ tồn tại trong những môi trường này nhiều năm sau khi các biện pháp hạn chế được thực hiện do khả năng chống phân hủy của chúng.

### Tích lũy sinh học
Tích lũy sinh học của POP thường liên quan đến khả năng hòa tan lipid cao của hợp chất và khả năng tích tụ trong các mô mỡ của các sinh vật sống trong thời gian dài. Hợp chất khó phân hủy có xu hướng có nồng độ cao hơn và đào thải chậm hơn. Tích lũy trong chế độ ăn uống hoặc tích lũy sinh học là một đặc điểm nổi bật khác của POP, khi POP di chuyển theo chuỗi thức ăn, chúng tăng nồng độ khi được xử lý và chuyển hóa trong một số mô của sinh vật. Chức năng tự nhiên của ống tiêu hóa ở động vật là để tập trung hóa chất ăn vào, cùng với khả năng chuyển hóa kém và bản chất kỵ nước của POP, làm cho các hợp chất này rất dễ bị tích lũy sinh học. Do đó, POP không chỉ tồn tại trong môi trường mà khi được động vật hấp thụ, chúng còn tích lũy sinh học, làm tăng nồng độ và độc tính của chúng trong môi trường. Sự gia tăng nồng độ này được gọi là quá trình khuếch đại sinh học, tức là khi các sinh vật ở vị trí cao hơn trong chuỗi thức ăn tích lũy nhiều POP hơn. Tích lũy sinh học và phân tán tầm xa là lý do tại sao POP có thể tích tụ trong các sinh vật như cá voi, thậm chí ở những vùng xa xôi như Nam Cực.

## Công ước Stockholm về các chất ô nhiễm hữu cơ khó phân hủy

Các quốc gia tham gia Công ước Stockholm về các chất ô nhiễm hữu cơ khó phân hủy

Công ước Stockholm được Chương trình Môi trường Liên Hợp Quốc (UNEP) thông qua và đưa vào thực hiện ngày 22 tháng 5 năm 2001. UNEP đã quyết định rằng quy định về POP cần được giải quyết trên toàn cầu vì tương lai. Mục đích của thỏa thuận là "bảo vệ sức khỏe con người và môi trường khỏi các chất ô nhiễm hữu cơ khó phân hủy." Tính đến năm 2014, có 179 quốc gia tham gia công ước Stockholm. Công ước và những nước tham gia đã nhận ra độc tính tiềm ẩn của POP đối với con người và môi trường. Họ nhận ra rằng POP có tiềm năng phân tán tầm xa, tích lũy sinh học và khuếch đại sinh học. Công ước tìm cách nghiên cứu và sau đó đánh giá liệu một số hóa chất đã được phát triển với những tiến bộ trong công nghệ và khoa học có thể được phân loại là POP hay không. Cuộc họp đầu tiên vào năm 2001 đã đưa ra một danh sách sơ bộ, được gọi là "một tá bẩn thỉu", gồm các chất được phân loại là POP. Hoa Kỳ đã ký Công ước Stockholm nhưng chưa phê chuẩn. Có một số quốc gia khác chưa phê chuẩn công ước nhưng hầu hết các quốc gia trên thế giới đã phê chuẩn.

### Các hợp chất trong danh sách của Công ước Stockholm
Tháng 5 năm 1995, Hội đồng Quản trị UNEP tiến hành điều tra về POP. Ban đầu, Công ước chỉ công nhận 12 chất POP vì những tác động có hại của chúng đối với sức khỏe con người và môi trường, đưa ra lệnh cấm toàn cầu đối với các hợp chất đặc biệt độc hại và có hại này, đồng thời yêu cầu các bên thực hiện các biện pháp để loại bỏ hoặc giảm phát thải POP vào môi trường.
1. Aldrin
2. Chlordane
3. Dieldrin
4. Endrin
5. Heptachlor
6. Hexachlorobenzene (HCB)
7. Mirex
8. Toxaphene
9. Polychlorinated biphenyl (PCB)
10. Dichlorodiphenyltrichloroethane (DDT)
11. Dioxin
12. Polychlorinated dibenzofurans

### Các hợp chất bổ sung trong Công ước Stockholm
Kể từ năm 2001, danh sách này đã được mở rộng để bao gồm một số hydrocarbon thơm đa vòng (PAH), chất chống cháy brom hóa (BFR) và các hợp chất khác. Bổ sung vào danh sách ban đầu của Công ước Stockholm 2001 là các POP sau:
- Chlordecone
- α-Hexachlorocyclohexane (α-HCH) và β-Hexachlorocyclohexane (β-HCH)
- Hexabromodiphenyl ether (hexaBDE) và heptabromodiphenyl ether (heptaBDE)
- Lindane (γ-hexachlorocyclohexane)
- Pentachlorobenzene (PeCB)
- Tetrabromodiphenyl ether (tetraBDE) và pentabromodiphenyl ether (pentaBDE)
- Perfluorooctanesulfonic acid (PFOS) và các muối của nó
- Endosulfan
- Hexabromocyclododecane (HBCD)

## Ảnh hưởng đến sức khỏe
Phơi nhiễm POP có thể gây ra các khuyết tật về phát triển, bệnh mãn tính và tử vong. Một số loại là chất gây ung thư theo IARC, có thể bao gồm ung thư vú. Nhiều POP có khả năng gây rối loạn nội tiết ở hệ sinh dục, hệ thần kinh trung ương hoặc hệ miễn dịch. Con người và động vật tiếp xúc với POP chủ yếu thông qua chế độ ăn uống, công việc hoặc khi lớn lên trong bụng mẹ. Đối với những người không tiếp xúc với POP do tai nạn hoặc nghề nghiệp, hơn 90% số ca phơi nhiễm đến từ thực phẩm từ động vật do tích lũy sinh học trong các mô mỡ và qua chuỗi thức ăn. Nhìn chung, nồng độ POP trong huyết thanh tăng theo tuổi và có xu hướng cao hơn ở nữ so với nam.
Các nghiên cứu đã điều tra mối tương quan giữa phơi nhiễm POP ở mức độ thấp và các bệnh khác nhau. Để đánh giá rủi ro bệnh tật do POP ở một địa điểm cụ thể, các cơ quan chính phủ có thể đưa ra đánh giá rủi ro sức khỏe con người có tính đến sinh khả dụng của chất ô nhiễm và mối quan hệ về liều lượng đáp ứng của chúng.

### Rối loạn nội tiết
Phần lớn POP được biết là phá vỡ hoạt động bình thường của hệ thống nội tiết. Phơi nhiễm POP ở mức độ thấp trong các giai đoạn phát triển quan trọng của thai nhi, trẻ sơ sinh và trẻ nhỏ có thể có tác động lâu dài trong suốt cuộc đời của chúng. Một nghiên cứu năm 2002 tóm tắt dữ liệu về rối loạn nội tiết và các biến chứng sức khỏe do tiếp xúc với POP trong các giai đoạn phát triển quan trọng trong vòng đời của một sinh vật. Nghiên cứu nhằm trả lời câu hỏi liệu việc phơi nhiễm lâu dài, ở mức độ thấp với POP có thể ảnh hưởng đến hệ thống nội tiết và sự phát triển của các sinh vật từ các loài khác nhau hay không. Nghiên cứu cho thấy rằng việc tiếp xúc với POP trong khung thời gian phát triển quan trọng có thể tạo ra những thay đổi vĩnh viễn trong cách phát triển của sinh vật. Phơi nhiễm POP trong các khung thời gian phát triển không quan trọng có thể không dẫn đến các bệnh có thể phát hiện được và các biến chứng sức khỏe sau này trong cuộc đời của sinh vật. Ở động vật hoang dã, các khung thời gian phát triển quan trọng là trong tử cung, trong trứng và trong thời kỳ sinh sản. Ở người, khung thời gian phát triển quan trọng là trong quá trình phát triển của bào thai.

### Hệ sinh dục
Nghiên cứu tương tự vào năm 2002 với bằng chứng về mối liên hệ giữa POP với rối loạn nội tiết, cũng như mối liên hệ giữa việc phơi nhiễm POP liều thấp với các ảnh hưởng sức khỏe sinh sản. Nghiên cứu chỉ ra rằng việc tiếp xúc với POP có thể dẫn đến những tác động tiêu cực đến sức khỏe, đặc biệt là ở hệ sinh dục nam, chẳng hạn như giảm chất lượng và số lượng tinh trùng, thay đổi tỷ lệ giới tính và bắt đầu dậy thì sớm. Đối với phụ nữ tiếp xúc với POP, các mô sinh sản bị thay đổi và các biến chứng mang thai cũng như lạc nội mạc tử cung đã được báo cáo.

#### Tăng cân khi mang thai và chu vi vòng đầu của trẻ sơ sinh
Một nghiên cứu của Hy Lạp từ năm 2014 đã điều tra mối liên hệ giữa việc tăng cân của người mẹ khi mang thai, mức độ phơi nhiễm PCB và hàm lượng PCB, cân nặng sơ sinh, tuổi thai và chu vi vòng đầu ở trẻ sơ sinh. Cân nặng sơ sinh và chu vi vòng đầu của trẻ sơ sinh càng thấp thì mức POP trong quá trình phát triển trước khi sinh càng cao, nhưng chỉ khi người mẹ tăng cân quá mức hoặc không đủ trong thai kỳ. Nghiên cứu không tìm thấy mối tương quan giữa phơi nhiễm POP và tuổi thai.
Một nghiên cứu kiểm soát trường hợp công bố năm 2013 được tiến hành dựa trên các bà mẹ Ấn Độ và con cái của họ vào năm 2009, cho thấy phơi nhiễm trước khi sinh với hai loại thuốc trừ sâu clo hữu cơ (HCH, DDT và DDE) làm suy giảm sự phát triển của bào thai, giảm cân nặng, chiều dài, chu vi vòng đầu và vòng ngực khi sinh.

### Ảnh hưởng sức khỏe của PFAS

Ảnh hưởng của việc tiếp xúc với PFAS đối với sức khỏe con người

Các chất gây rối loạn nội tiết, bao gồm cả PFAS, có liên quan đến sự suy giảm nhanh chóng khả năng sinh sản của con người. Trong một phân tích tổng hợp về mối liên hệ giữa PFAS và dấu ấn sinh học lâm sàng ở người đối với tổn thương gan, các nhà nghiên cứu đã xem xét cả tác động của PFAS đối với dấu ấn sinh học gan và dữ liệu mô học từ các nghiên cứu thực nghiệm trên loài gặm nhấm và kết luận rằng có bằng chứng cho thấy PFOA, acid perfluorohexanesulfonic (PFHxS) và acid perfluorononanoic (PFNA) gây độc cho gan của con người.
Nhiều nghiên cứu dịch tễ học đến từ Hội đồng Khoa học C8 (C8 Science Panel) toàn diện liên kết các tác động bất lợi đến sức khỏe con người với PFAS, đặc biệt là PFOA. Hội đồng được thành lập như một phần trong kế hoạch dự phòng cho một vụ kiện tập thể do các cộng đồng ở Thung lũng sông Ohio khởi xướng chống lại DuPont nhằm phản ứng lại việc chôn lấp và đổ nước thải vật liệu chứa PFAS từ Nhà máy Công trình West Virginia Washington của công ty. Hội đồng đã đo nồng độ PFOA (còn được gọi là C8) trong huyết thanh của 69.000 cá nhân xung quanh Nhà máy Washington Works của DuPont và xác định nồng độ trung bình là 83,0 ng/mL, so với 4 ng/mL trong dân số tiêu chuẩn của người Mỹ. Hội đồng đã báo cáo các mối liên hệ có thể xảy ra giữa nồng độ PFOA trong máu tăng cao với tăng cholesterol máu, viêm loét đại tràng, bệnh tuyến giáp, ung thư tinh hoàn, ung thư thận cũng như tăng huyết áp và tiền sản giật do mang thai.

## Ở khu vực đô thị và môi trường trong nhà
Ban đầu, người ta cho rằng việc con người tiếp xúc với POP chủ yếu xảy ra thông qua thực phẩm, tuy nhiên các mô hình ô nhiễm trong nhà đặc trưng cho một số POP nhất định đã chống quan niệm này. Các nghiên cứu gần đây về bụi và không khí trong nhà cho thấy môi trường trong nhà là nguồn chính khiến con người tiếp xúc POP qua đường hô hấp và đường tiêu hóa. Hơn nữa, ô nhiễm POP đáng kể trong nhà phải là con đường phơi nhiễm POP chính của con người, xét đến xu hướng hiện đại là dành phần lớn cuộc sống trong nhà. Một số nghiên cứu đã chỉ ra rằng nồng độ POP trong nhà (không khí và bụi) vượt quá nồng độ POP ngoài trời (không khí và đất).

## Trong nước mưa
Vào năm 2022, người ta phát hiện ra rằng mức độ của ít nhất bốn axit perfluoroalkyl (PFAA) trong nước mưa ở khắp nơi trên toàn thế giới và thường vượt quá nhiều so với khuyến cáo về sức khỏe nước uống trọn đời của EPA cũng như các tiêu chuẩn an toàn tương đương của Đan Mạch, Hà Lan và Liên minh châu Âu, dẫn đến kết luận rằng "sự phổ biến toàn cầu của bốn loại PFAA này trong khí quyển đã làm cho ranh giới hành tinh của ô nhiễm hóa chất bị vượt quá". Có một số động thái nhằm hạn chế và thay thế việc sử dụng chúng.

## Trong mỹ phẩm và các sản phẩm chăm sóc cá nhân
Các chất per- và polyfluoroalkyl (PFAS) là một nhóm gồm khoảng 9.000 hợp chất fluor hữu cơ tổng hợp có nhiều nguyên tử fluor có độc tính cao gắn vào một chuỗi alkyl. PFAS được sử dụng trong sản xuất nhiều loại sản phẩm như bao bì thực phẩm và quần áo. Chúng cũng được các công ty lớn của ngành mỹ phẩm sử dụng trong nhiều loại mỹ phẩm, bao gồm son môi, bút kẻ mắt, mascara, kem nền, kem che khuyết điểm, sáp dưỡng môi, phấn má hồng, sơn móng và các sản phẩm khác tương tự. Một nghiên cứu năm 2021 thử nghiệm 231 sản phẩm trang điểm và chăm sóc cá nhân tìm thấy fluor hữu cơ, một chỉ số của PFAS, trong hơn một nửa số mẫu. Hàm lượng fluor cao được xác định phổ biến nhất trong mascara không thấm nước (82% nhãn hiệu được thử nghiệm), kem nền (63%) và son môi dạng lỏng (62%). Vì các hợp chất PFAS có tính di động cao nên chúng dễ dàng được hấp thụ qua da người và qua các ống dẫn nước mắt, và những sản phẩm sử dụng trên môi thường vô tình bị nuốt phải. Các nhà sản xuất thường không dán nhãn sản phẩm của họ là có chứa PFAS, và điều này khiến người tiêu dùng mỹ phẩm khó tránh các sản phẩm có chứa PFAS.

## Kiểm soát và loại bỏ trong môi trường
Các nghiên cứu hiện tại nhằm giảm thiểu POP trong môi trường đang nghiên cứu hoạt động của chúng trong các phản ứng oxy hóa quang xúc tác. Các chất POP được tìm thấy trong cơ thể người và trong môi trường nước là đối tượng chính của các thí nghiệm này. Các sản phẩm phân hủy thơm và béo đã được xác định trong các phản ứng này. Sự phân hủy quang hóa không đáng kể so với sự phân hủy quang xúc tác. Một phương pháp loại bỏ POP khỏi môi trường biển đã được khám phá là hấp phụ. Nó xảy ra khi một chất tan có khả năng hấp thụ tiếp xúc với chất rắn có cấu trúc bề mặt xốp. Kỹ thuật này đã được phát hiện bởi Mohamed Nageeb Rashed từ Đại học Aswan, Ai Cập. Các nỗ lực hiện tại tập trung hơn vào việc cấm sử dụng và sản xuất POP trên toàn thế giới hơn là loại bỏ POP.